# Guénè
Guénè è un arrondissement del Benin situato nella città di Malanville (dipartimento di Alibori) con 29 985 abitanti (dato 2006).